# Adiantum pseudotinctum
Adiantum pseudotinctum är en kantbräkenväxtart som beskrevs av Georg Hans Emmo Wolfgang Hieronymus. Adiantum pseudotinctum ingår i släktet Adiantum och familjen Pteridaceae. Inga underarter finns listade.